# ヴェナリーア・レアーレ
ヴェナリーア・レアーレ（伊: Venaria Reale）は、イタリア共和国ピエモンテ州トリノ県にある、人口約33,000人の基礎自治体（コムーネ）。

## 地理

### 位置・広がり

#### 隣接コムーネ
隣接するコムーネは以下の通り。
- ボルガロ・トリネーゼ
- カゼッレ・トリネーゼ
- コッレーニョ
- ドルエント
- ロバッソメーロ
- トリーノ
- ピアネッツァ

## 姉妹都市
- ブラショヴ、ルーマニア